# جرملی میلر
جرملی میلر (انگلیسی: Jeremy Miller؛ زادهٔ ۲۱ اکتبر ۱۹۷۶) یک هنرپیشه اهل ایالات متحده آمریکا است.